# Ashes Tour 1936/37
Die Ashes Tour 1936/37 war die Tour der englischen Cricket-Nationalmannschaft, die die 31. Austragung der Ashes beinhaltete, und wurde zwischen dem 4. Dezember 1936 und 3. März 1937 durchgeführt. Die Ashes Series  1936/37 selbst wurde in Form von fünf Testspielen zwischen Australien und England ausgetragen. Austragungsorte waren jeweils australische Stadien. Die Tour beinhaltete neben der Testserie eine Reihe weiterer Spiele zwischen den beiden Mannschaften im Winter 1936/37. Australien gewann die Serie 3–2.

## Vorgeschichte
Für beide Mannschaften war es die erste Tour der Saison.
Das letzte Aufeinandertreffen der beiden Mannschaften bei einer Tour fand in der Saison 1934 in England statt.

## Stadien
Die folgenden Stadien wurden für die Tour als Austragungsort vorgesehen.
| Stadion                  | Stadt     | Kapazität | Spiele       |
| ------------------------ | --------- | --------- | ------------ |
| Adelaide Oval            | Adelaide  | 53.583    | 4. Test      |
| The Gabba                | Brisbane  | 42.000    | 1. Test      |
| Melbourne Cricket Ground | Melbourne | 100.024   | 3. & 5. Test |
| Sydney Cricket Ground    | Sydney    | 48.000    | 2. Test      |

## Kaderlisten
Die Mannschaften benannten die folgenden Kader.
| Test | Test |
| Australien | England |
| --- | --- |
| - Jack Badcock - Donald Bradman - Bill Brown - Arthur Chipperfield - Rick Darling - Jack Fingleton - Chuck Fleetwood-Smith - Ross Gregory - Stan McCabe - Ernie McCormick - Laurie Nash - Leo O’Brien - Bill O’Reilly - Bert Oldfield - Keith Rigg - Richie Robinson - Morris Sievers - Frank Ward | - David Allen - Les Ames - Charlie Barnett - Arthur Fagg - Ken Farnes - Wally Hammond - Joe Hardstaff - Maurice Leyland - Walter Robins - Jim Sims - Hedley Verity - Bill Voce - Stan Worthington - Bob Wyatt |

## Tests

### Erster Test in Brisbane
| 4. – 9. Dezember Scorecard | Brisbane | England 358 (113.6) & 256 (116.6) | – | Australien 234 (85.6) & 58 (12.3) |
|                            |          | England gewinnt mit 322 Runs      |   |                                   |

### Zweiter Test in Sydney
| 18. – 22. Dezember Scorecard | Sydney | England 426-6d (141.2)                        | – | Australien 80 (23.7) & 324 (96.7) (f/o) |
|                              |        | England gewinnt mit einem Innings und 22 Runs |   |                                         |

### Dritter Test in Melbourne
| 1. – 7. Januar Scorecard | Melbourne | Australien 200-9d (65.3) & 564 (149.7) | – | England 76-9d (28.2) & 323 (78.6) |
|                          |           | Australien gewinnt mit 365 Runs        |   |                                   |

### Vierter Test in Adelaide
| 29. Januar – 4. Februar Scorecard | Adelaide | Australien 288 (77.6) & 433 (123.2) | – | England 330 (113.4) & 243 (74) |
|                                   |          | Australien gewinnt mit 148 Runs     |   |                                |

### Fünfter Test in Melbourne
| 26. Februar – 3. März Scorecard | Melbourne | Australien 604 (140.5)                            | – | England 239 (71.5) & 165 (49.2) (f/o) |
|                                 |           | Australien gewinnt mit einem innings und 200 Runs |   |                                       |